# Opálhegy
Opálhegy (1899-ig Zamutó, szlovákul: Zámutov) község Szlovákiában, az Eperjesi kerületben, a Varannói járásban.

## Fekvése
Varannótól 12 km-re nyugatra, az Eperjes-Tokaji-hegység keleti részén fekszik.

## Története
A település keletkezésének időpontja nem ismert, de a 14. században már bizonyosan létezett. Történészek a keletkezés időpontját 1327 előttre teszik. 1402-ben „Zamuth” néven említik először, a csicsvai váruradalomhoz tartozott, a Rozgonyiak birtoka volt. 1523-tól a Báthoryaké, majd a Barkóczy, Almássy, Szirmay, Szulyói családoké. 1715-ben sörfőzdét említenek a településen, a 18. században határában vasércet, szenet bányásztak. A falu felső végén szeszfőzde működött. Lakói főként mezőgazdasággal, favágással, szénégetéssel, kosárfonással, seprűkészítéssel keresték kenyerüket. A patakon két malom működött.
A 18. század végén Vályi András így ír róla: „ZAMUTO. Tót falu Zemplén Várm. földes Urai Almásy, és több Urak, lakosai többnyire evangelikusok, fekszik Csaklyóhoz, és Rudlóhoz nem meszsze; határja 3 nyomásbéli, hegyes, és köves, zabbal bővelkedik, vizes árkaiban pisztrángok találtatnak, hegyein pedig most már Opál köveket is szednek.”
1831-ben súlyos kolerajárvány pusztított a faluban, melyben sokan meghaltak. A falu történetének különösen szomorú éve az 1831-es esztendő, hiszen egyik központja volt a júliusban kitört ún. „koleralázadás”-nak, ami látszólag a járvány szörnyű pusztításai miatt tört ki, de valójában igazi parasztfelkelés volt. A lázadás júliusban tört ki az Oroszországból behozott kolerajárvány következtében. A járvány nyomában fellépő éhínség kétségbeesett helyzetbe hozta a Felvidék szegény lakosságát. A lázadók megtámadták a nemesi udvarházakat és sok nemest agyonvertek. A lázadást csak a katonaság erélyes fellépésével sikerült leverni, aminek a parasztok közül sok áldozata volt.
Fényes Elek 1851-ben kiadott geográfiai szótárában így ír a faluról: „Zamutó, tót falu, Zemplén vmegyében, hegyek lábainál egy széles völgyben, Varanóhoz nyugotra 1 1/4 órányira, ut. p. Eperjes. Határa tehet 5000 holdat, mellyből 3000 h. erdőség, 29 4/8 urbéri telek és 40 zsellér után 1100 h. szántóföld és rét; a többi majorság. Szántóföldei lassan emelkedő partokon és rónaságon, rétjei hegyekben vannak, merő irtásokból állván. Földe felette ritka, minélfogva a földekbe igen mély barázdákat mos az eső, főleg a zabot termi, de jó müvelés mellett buzát is terem. Két patakmalma nem sokat ér. Lakja 260 romai, 240 g. kath., 280 evang., 30 zsidó. Határában van egy opálbánya, mellyet most 30 f. haszonbér mellett egy kassai polgár tart. A hegyek közt patakjában pisztrangot halásznak. Van itt derék szeszgyár, és csinos lakházat jeles kerttel épittetett ide Klobusiczky József, mint Okolicsányi János veje, de örökösei elhagyták pusztulni, valamint a szőlőt is. Birják a falut gr. Sztáray Ferdinand mint feleségétől Klobusiczky Mathildtől született leánya gyámja, Okolicsányi Luczián, és gr. Barkóczy. Az 1831-ki paraszt-lázadás ismeretes.”
Borovszky Samu monográfiasorozatának Zemplén vármegyét tárgyaló része szerint: „Opálhegy, előbb Zamutó, tót kisközség 150 házzal és 790, nagyobbára gör. kath. vallású lakossal, kiknek helyben nincs templomuk. Nevét opáltartalmú hegyeitől vette, mert Zamutó is azt jelenti. Hajdan a mogyorósi vár tartozéka volt s ez időben Szamut néven is szerepel, majd a Homonnaiak lettek az urai s az újabb korban az Almásy, Fittler, gróf Forgách, báró Vécsey, Keczer, Szirmay és Klobusitzky családok bírták. Most gróf Coudenhove Kalergi Henriknek van itt nagyobb birtoka. Opálbányáján kívül hegyei vasat és barnaszént is tartalmaznak. 1663-ban a pestis s 1831-ben a kolera látogatta meg. A mostani birtokosnak itt ódon úrilaka van, melyet még a Klobusitzkyak építtettek. Ide tartoznak Bárány- és Hámor-puszták.”
A trianoni diktátumig Zemplén vármegye Varannói járásához tartozott.

## Népessége
| Év:            | 1994. | 2004.    | 2014.    | 2024.   |
| -------------- | ----- | -------- | -------- | ------- |
| Emberek száma: | 2451  | 2784     | 3116     | 3405    |
| Eltérés:       |       | +13,58 % | +11,92 % | +9,27 % |

| Év:            | 2023. | 2024.   |
| -------------- | ----- | ------- |
| Emberek száma: | 3381  | 3405    |
| Eltérés:       |       | +0,70 % |

1910-ben 786, túlnyomórészt szlovák lakosa volt.
2001-ben 2689 lakosából 2562 szlovák és 106 cigány volt.
2011-ben 2990 lakosából 1912 szlovák és 978 cigány.

## Nevezetességei
- A falu közelében opálbánya van, magyar nevét is erről kapta.
- Római katolikus temploma 1912-ben, evangélikus temploma és görögkatolikus temploma 1920-ban épült.